# مؤسسة الدراسات الفلسطينية
مؤسسة الدراسات الفلسطينية مؤسسة عربية مستقلة لا تتوخى الربح، تأسست في بيروت عام 1963، بهدف التوثيق والبحث العلمي في مختلف جوانب القضية الفلسطينية والصراع العربي الصهيوني.

## تاريخ المؤسسة
مؤسسة الدراسات الفلسطينية هي أول هيئة عربية علمية مستقلة خاصة، أنشئت للعناية حصراً بالقضية الفلسطينية والصراع العربي الصهيوني. وقد تأسست عام 1963 كهيئة تقصد المنفعة العامة لا الربح التجاري، وتهدف إلى دراسة القضية الفلسطينية والصراع العربي الصهيوني ومتابعة تطوراتهما، وإطلاع الرأي العام العربي والدولي على حقائق تلك القضية وأبعاد هذا الصراع.
تسعى المؤسسة إلى إظهار الحق العربي في فلسطين وإبراز دعائمه التاريخية والقانونية والسياسية والقومية. وتتوسل إلى غايتها هذه سبلَ التوثيق المدقق والبحث الموضوعي الملتزم والنشر المتقن المسؤول.
المؤسسة غير مرتبطة بأي تنظيم حكومي أو حزبي، ولا تقوم بأي نشاط سياسي، ويشرف عليها أمناء يعملون على أساس التطوع.
أنشئت المؤسسة رسمياً في بيروت بتاريخ 12-12-1963، كجمعية لبنانية بموجب «علم وخبر» صادر عن السلطات اللبنانية وبطلب من مؤسسيها. وكان التشاور في تأسيسها قد بدأ في مطلع سنة 1961 بين ثلاثة من رجال الفكر المقيمين في بيروت، وهم: الدكتور قسطنطين زريق (توفي سنة 2000)، والأستاذ وليد الخالدي، والأستاذ برهان الدجاني (توفي سنة 2000)؛ واتسع نطاق التشاور بشأن تأسيسها في العامين التاليين، ليشمل على التوالي كلًّا من: الدكتور نبيه فارس (توفي سنة 1967)، والشيخ سعيد حمادة (توفي سنة 1991)، والدكتور إدمون ربّاط (توفي سنة 1991)، والدكتورة نجلاء أبو عز الدين (توفيت سنة 2008)، والدكتور فؤاد صروف (توفي سنة 1985)، والشيخ موريس الجميّل (توفي سنة 1970)، والسيدة وداد قرطاس (توفيت سنة 1979)، والرئيس (لاحقاً) شارل حلو (توفي سنة 2001). وانضم هؤلاء جميعاً إلى هيئة إدارة المؤسسة التي تشكلت بعد الحصول على «العلم والخبر» من السلطات اللبنانية.

## الإدارة العامة والمالية
يشرف على إدارة المؤسسة مجلس أمناء يتألف اليوم (سنة 2015) من 49 شخصية من معظم الأقطار العربية. ويتولى المجلس مسؤولية رسم السياسة العامة للمؤسسة وتخطيط برامجها الدراسية والنشرية، استناداً إلى استراتيجيا بحثية يضع أولوياتها في اجتماعاته السنوية. ويُعنى المجلس بتأمين الموارد المالية ومراقبة إنفاقها والمصادقة على موازنتها، وبصورة عامة الإشراف على جميع أعمالها ونشاطاتها. وينتخب المجلس لجنة تنفيذية من أعضائه تتولى الإشراف على أعمال المؤسسة في الفترات التي تفصل بين اجتماعات المجلس، ويعاونها المدير العام ومديرو المكاتب ولجان أهمها اللجنة المالية ولجنة الأبحاث ولجنة الموارد المالية.
تتألف موارد المؤسسة من ريع وقفيتها، ومن إيرادات بيع منشوراتها، ومما تتلقاه من تبرعات ومعونات مالية غير مشروطة من مصادر عربية (حكومات، ومؤسسات خاصة، وأفراد)، ومن اكتتابات أفراد ومؤسسات خاصة، ومن مساهمات جامعات ومعاهد في مشاريع نشر مشتركة.

## المكاتب
- مكتب بيروت: مقر المؤسسة، ومركز المعلومات والتوثيق، وإنتاج منشورات المؤسسة باللغة العربية.
- مكتب واشنطن: أنشئ عام 1976 ويصدر مجلة وكتباً باللغة الإنكليزية.
- ممثل في باريس: يعنى بنشر كتب تصدرها المؤسسة باللغة الفرنسية، وأصدر مجلة بالفرنسية بين عامَي 1981 - 2008.
- مكتب القدس: أنشئ عام 1995 باسم "مؤسسة الدراسات المقدسية". يعمل المكتب حالياً في رام الله، ويصدر مجلتين وكتباً، ويشكل حلقة الوصل مع الداخل الفلسطيني.

## الدوريات
- (1971 - ...) Journal of Palestine Studies: فصلية تصدر عن مكتب المؤسسة في واشنطن، وتنشرها وتوزعها مطبعة جامعة كاليفورنيا (University of California Press).
- (1981 - 2008) Revue d'études palestiniennes: أصدرتها المؤسسة من باريس.
- (1990 - ...) مجلة الدراسات الفلسطينية: فصلية تصدر عن مكتبَي بيروت والقدس، وتوزع في البلاد العربية والعالم.
- (1998 - ...)  Jerusalem Quarterly: فصلية تصدر عن مكتب المؤسسة في القدس، متخصصة بشؤون المدينة ماضياً وحاضراً ومستقبلاً.
- (2003 - 2014) حوليات القدس: دورية تصدر عن مكتب المؤسسة في القدس، وتعنى بتاريخ مدينة القدس ومجتمعها وثقافتها.

## الكتب
تقر لجنة الأبحاث في اجتماعاتها الدورية برنامجاً نشرياً سنوياً. وقد أصدرت المؤسسة أكثر من 600 كتاب باللغات العربية والإنكليزية والفرنسية، معظمها ذو طابع مرجعي بحثي وتوثيقي؛ ويصدر بعضها باللغة الإنكليزية بالاشتراك مع جامعة كولومبيا في نيويورك وجامعة أكسفورد في بريطانيا وغيرهما، وباللغة العربية بالاشتراك مع جامعات ومراكز أبحاث في فلسطين والبلاد العربية.

## المحاضرات والندوات
- محاضرة قسطنطين زريق السنوية في بيروت، بالعربية أو بالإنكليزية، وتتناول قضايا عربية أساسية.
- ندوة برهان الدجاني السنوية في بيروت أو عمّان، وتعالج موضوعاً عربياً رئيسياً في السياسة أو الاقتصاد.
- ندوة ينظمها مكتب واشنطن في إطار مؤتمر "رابطة دراسات الشرق الأوسط" (MESA)، الذي يعقد سنوياً في الولايات المتحدة.
- ندوات عامة ومغلقة تنظمها لجنة الأبحاث بالمؤسسة، وتعالج قضايا راهنة تتصل بالقضية الفلسطينية والصراع العربي الصهيوني.

## مركز المعلومات والتوثيق
يتألف المركز من مكتبة قسطنطين زريق في بيروت. والمكتبة هي أكبر مكتبة متخصصة بالقضية الفلسطينية والصراع العربي الصهيوني وبالشؤون اليهودية والصهيونية في الوطن العربي. وتحتوي على أكثر من سبعين ألف مجلد ومئات الدوريات والصحف بلغات متعددة. ويرتادها الباحثون والإعلاميون وغيرهم، وخدماتها متاحة على موقع المؤسسة على الإنترنت. ويحتوي الموقع أيضاً على تعريف بالمؤسسة وفروعها ونشاطاتها وإنتاجها، ويتيح الاطلاع على محتويات مكتبتها ومقالات مجلاتها، كما يتيح شراء منشوراتها بطريقة سهلة وآمنة.

## وصلات خارجية
- الموقع الرسمي